# Padrones de Bureba
Padrones de Bureba – gmina w Hiszpanii, w prowincji Burgos, w Kastylii i León, o powierzchni 20,32 km². W 2011 roku gmina liczyła 49 mieszkańców.